# Mikes Kelemen (könyvszereplő)
Mikes Kelemen Kemény Zsigmond: Özvegy és leánya című regényének egyik szereplője. A katolikus erdélyi Mikes család fia, Mikes János öccse és Tarnóczy Sára vőlegénye. 